# دانیل آگوست هارالدسون
دانیل آگوست هارالدسون (به انگلیسی: Daníel Ágúst Haraldsson) (زاده ۲۶ اوت ۱۹۶۹) خواننده، تهیه‌کننده ایسلندی است.
او نماینده ایسلند در مسابقه آواز یوروویژن ۱۹۸۹ بود.